# Ḩ
Ḩ (minuskule ḩ) je speciální písmeno latinky. Nazývá se H s cedillou. Používá se velice zřídka v transkripci jazyků používajících arabské písmo, kde za něj bývá přepisován znak ح a kde se čte jako neznělá faryngální frikativa (ħ, výslovnost přibližně jako české ch), bývá však často nahrazováno za písmeno Ḥ (H s tečkou dole; minuskule ḥ). Taktéž se používá v ISO 9 transkripci cyrilice, kde ho reprezentuje znak Ҳ, používaný v abcházštině, itelmenštině a nivchštině. Toto písmeno bývá často zaměňováno za znak cyrilice Ԩ. V Unicode má majuskulní tvar kód U+1E28 a minuskulní U+1E29.